# Altinbek Alimbaev
Altinbek Alimbaev (kirg. Алтынбек Алымбаев; ur. 18 stycznia 1985) – kirgiski zapaśnik walczący w stylu wolnym. Zajął ósme miejsce na mistrzostwach świata w 2013. Piąty na mistrzostwach Azji w 2012. Jedenasty w Pucharze Świata w 2011. Trzeci na mistrzostwach Azji juniorów w 2007 roku.